# Cité Thuré
La cité Thuré est une voie du 15e arrondissement de Paris.

## Origine du nom

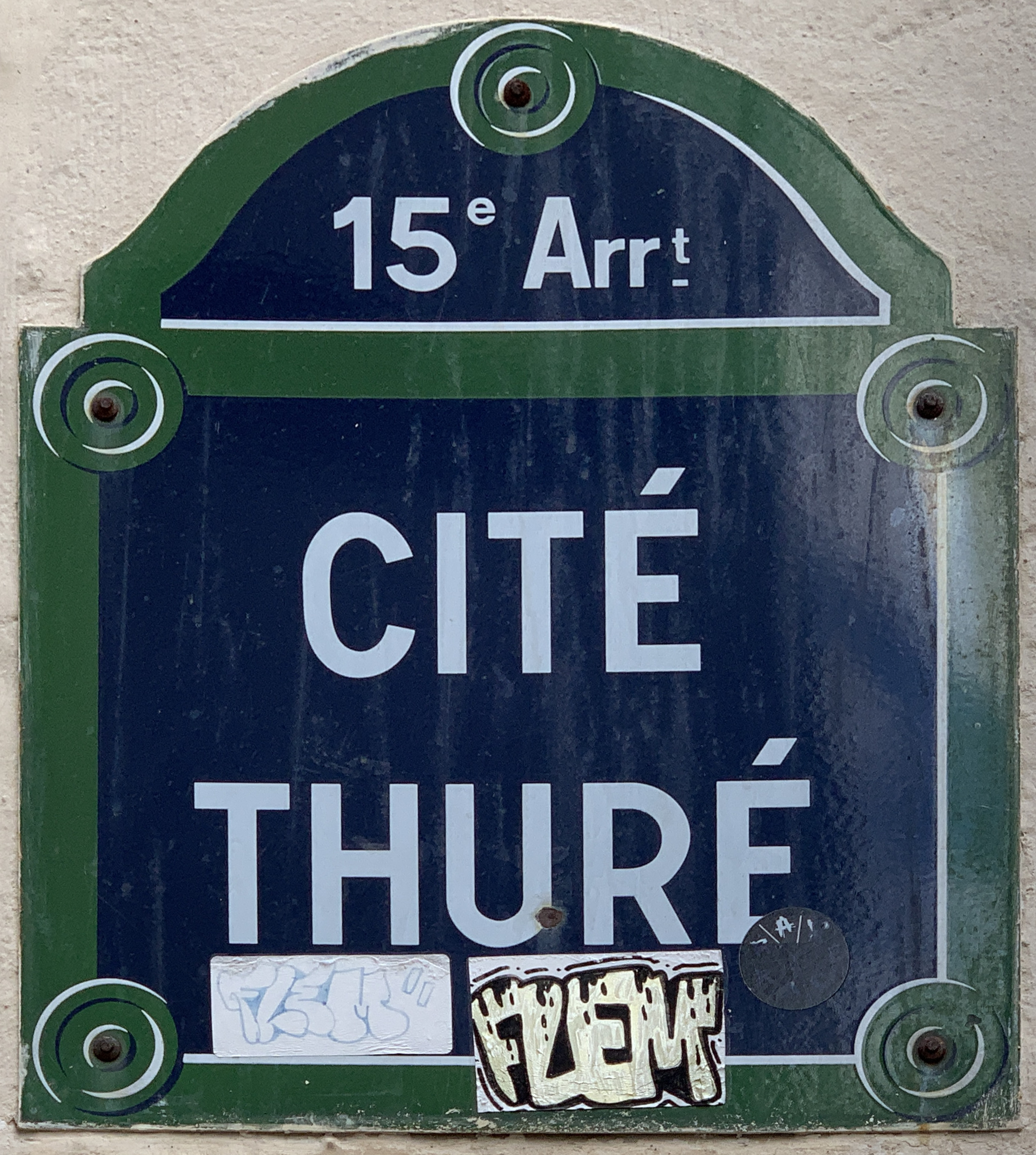
Plaque de la cité.

Le nom provient de M. Thuré, propriétaire du terrain lorsque la voie fut créée.

## Historique
La voie est ouverte et prend sa dénomination actuelle en 1868.